# SP-331
A SP-331 é uma rodovia transversal do estado de São Paulo, administrada pelo Departamento de Estradas de Rodagem do Estado de São Paulo (DER-SP) e pela concessionária Eixo SP.

## Denominações
Recebe as seguintes denominações em seu trajeto:
Nome:	Victor Maida, Deputado, Rodovia
- De - até:	SP-310 - Ibitinga
- Legislação: LEI 3.059 DE 03/11/81

Nome:	Hilário Spuri Jorge, Rodovia
- De - até:	SP-321 (Iacanga) - SP-300 (Pirajuí)
- Legislação: LEI 8.389 DE 10/09/93

Nome:	Sem denominação
- De - até:	SP-294 (Gália) - BR-153 (Lupércio)

## Descrição
Principais pontos de passagem: SP 310 - Ibitinga / SP 321 (Iacanga) - SP 300 (Pirajui) / SP 294(Gália) - SP 387 (Lupércio)

## Características

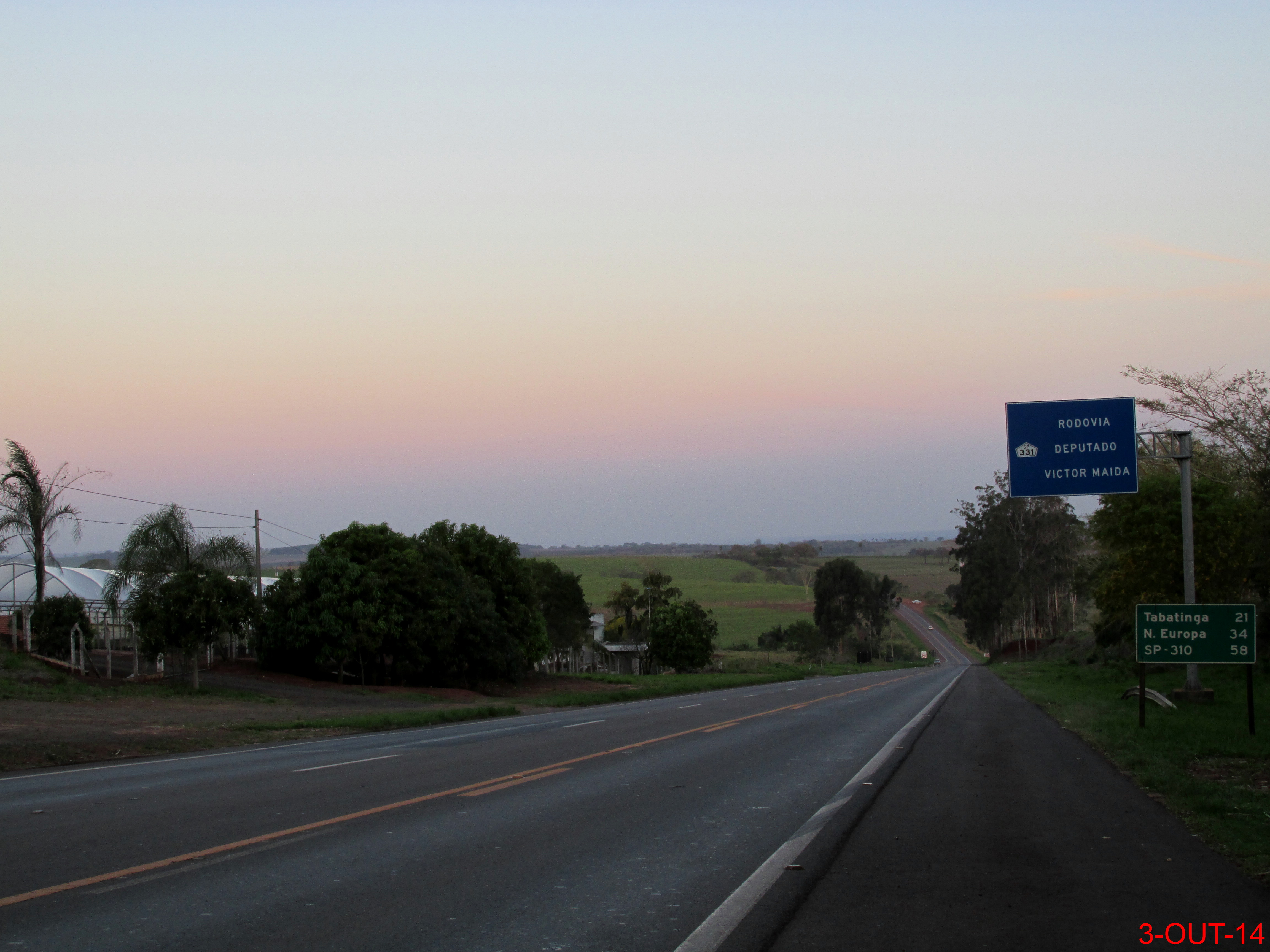
Trecho da SP-331 em Ibitinga.

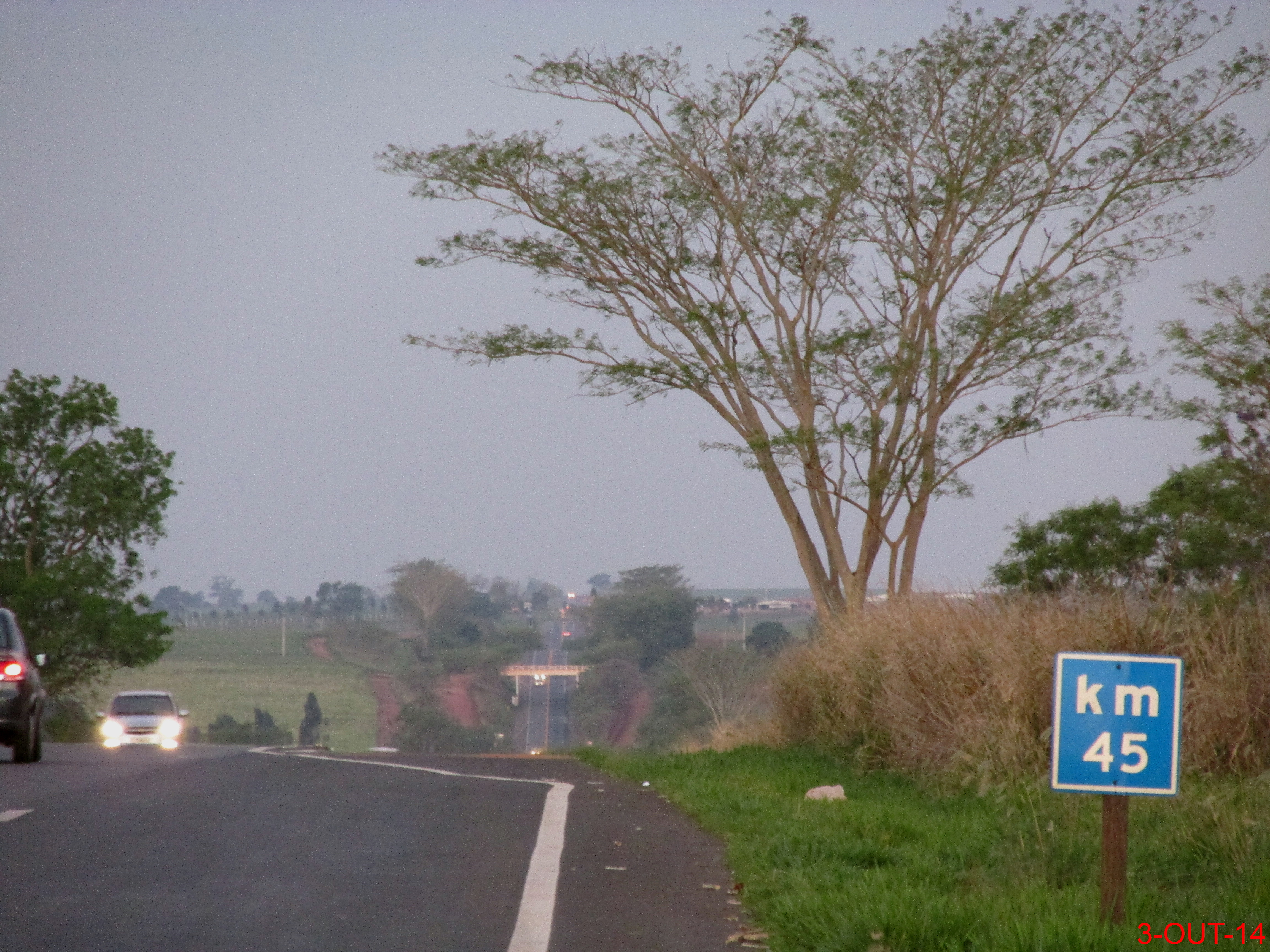
Trecho da SP-331 em Tabatinga.

### Extensão
- Km Inicial: 0,000
- Km Final: 206,532

### Localidades atendidas
- Araraquara
- Gavião Peixoto
- Nova Europa
- Tabatinga
- Ibitinga
- Iacanga
- Reginópolis
- Pirajuí
- Balbinos
- Gália
- Garça
- Alvinlândia
- Lupércio
- Ocauçu